# Norte Cartel
Norte Cartel ist eine Hardcore-Band aus dem brasilianischen Rio de Janeiro.

## Geschichte
Die Band wurde im April 2006 von ehemaligen Mitgliedern der Band Solstício gegründet. Noch ohne Bassist wurde ein Demo mit drei Liedern aufgenommen. Bald darauf fand sich ein Bassist, der aber nach nur fünf Liveauftritten gegen Julio Longo (ex-Serial Killer) ausgetauscht wurde. Nach und nach wurden die Auftritte auf ganz Brasilien, später auf das restliche Südamerika ausgedehnt. 2008 wurde eine Split-CD mit der argentinischen Hardcore-Band Otra Salida aufgenommen. Anschließend wurde Marcelo Fernandes gegen Felipe Chehuan, den Sänger der Band Confronto, ausgetauscht. 2010 konnte das erste eigene Album aufgenommen und weltweit veröffentlicht werden.

## Stil
Norte Cartel spielen mittelschnellen Hardcore im Stile des New York Hardcore, also mit deutlichen Metal-Anleihen und Shouting statt Gesang. Die Band selbst benennt frühe NYHC- sowie traditionalistische brasilianische Hardcorebands wie Ratos de Porão oder Agrotóxico als Einflüsse. Die Texte sind in brasilianischem Portugiesisch gehalten und haben häufig einen subkulturellen Selbstbezug, behandeln also die Hardcore-Szene und deren Werte. Die Band bezeichnet sich selbst als unpolitisch, distanziert sich aber von rechtsradikalen Bands und lehnt es ab, gemeinsam mit solchen aufzutreten.

## Diskografie
- 2008: Split-Album mit Otra Salida (53HC/Realz (Brasilien), X El Cambio (Argentinien))
- 2010: Fiel a Tradição (Seven Eight Life Recordings)
- 2010: Loyal to Tradition (Veröffentlichung außerhalb Brasiliens, XBLDCLOTX Music)
- 2017: De Volta ao Jogo (Caustic Recordings)